# Peter Boy
Peter Boy (* ca. 1650 in Lübeck; † 20. März 1727 in Düsseldorf) war ein deutscher Goldschmied und Maler.

## Leben und Werk

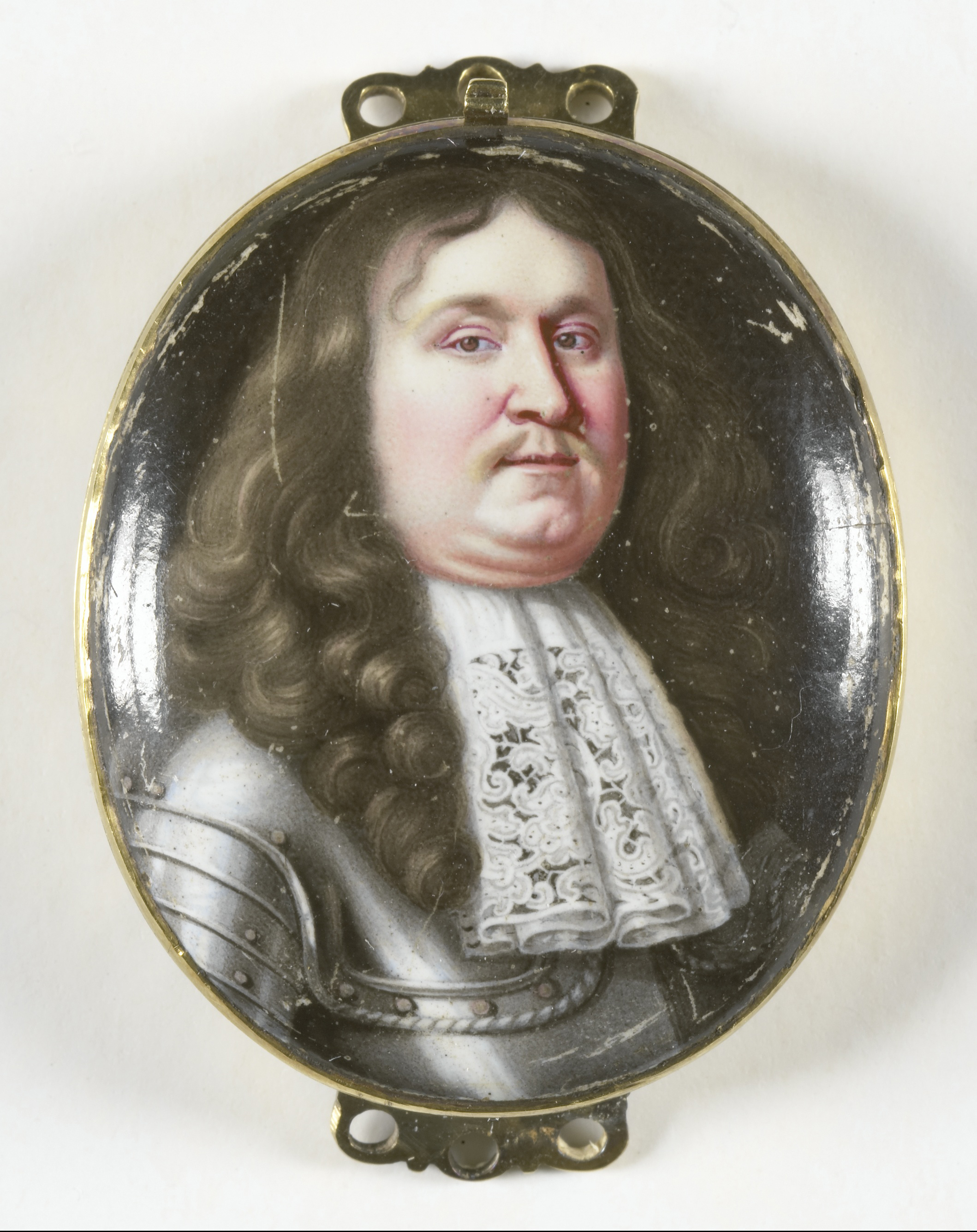
Peter Boy: Miniatur des Adolf Graf von Nassau-Dillenburg-Schaumburg im Reichsmuseum Amsterdam

Das genaue Geburtsdatum von Peter Boy lässt sich wegen des in Lübeck häufig vorkommenden Namens nicht exakt ermitteln. Das Geburtsjahr wird in der Literatur zumeist mit 1648 oder 1651 angegeben. Auch seine Ausbildung ist unbekannt; die rezenten Forschungen C.W. Clasens verorten sie jedenfalls in einer europäischen Hochburg der Goldschmiedekunst. 
Peter Boy erwarb 1675 das Bürgerrecht der Reichsstadt Frankfurt am Main und wurde dort 1677 „Meister in Gold“. Er erwarb ein Doppelhaus auf der Zeil, in dem er 27 Jahre wohnte. Er arbeitete als Goldschmied und als Miniaturmaler in Emaille, schuf aber auch große Porträtbilder in Öl. 
Sein von Heinrich Sebastian Hüsgen beschriebenes Hauptwerk war eine goldene Prunkmonstranz mit 737 Edelsteinen und einem Gewicht von ca. sieben Kilogramm. Es hatte die Form eines Baumes, zeigte Abraham als Stamm des Baumes, geschmückt mit Miniaturen in Emaille. Diese stellten den Stammbaum Jesu ab Isaak und Jakob nach Matthäus (Mt 1,1–17 ) dar. Auftraggeber war der Trierer Kurfürst und Erzbischof Johann Hugo von Orsbeck. Die Monstranz befand sich im Trierer Dom und wurde 1804 als Bestandteil des Trierer Domschatzes im Zuge der Säkularisation zerstört. Einzig die Miniaturen sind im Besitz des Großherzogs von Luxemburg erhalten. 

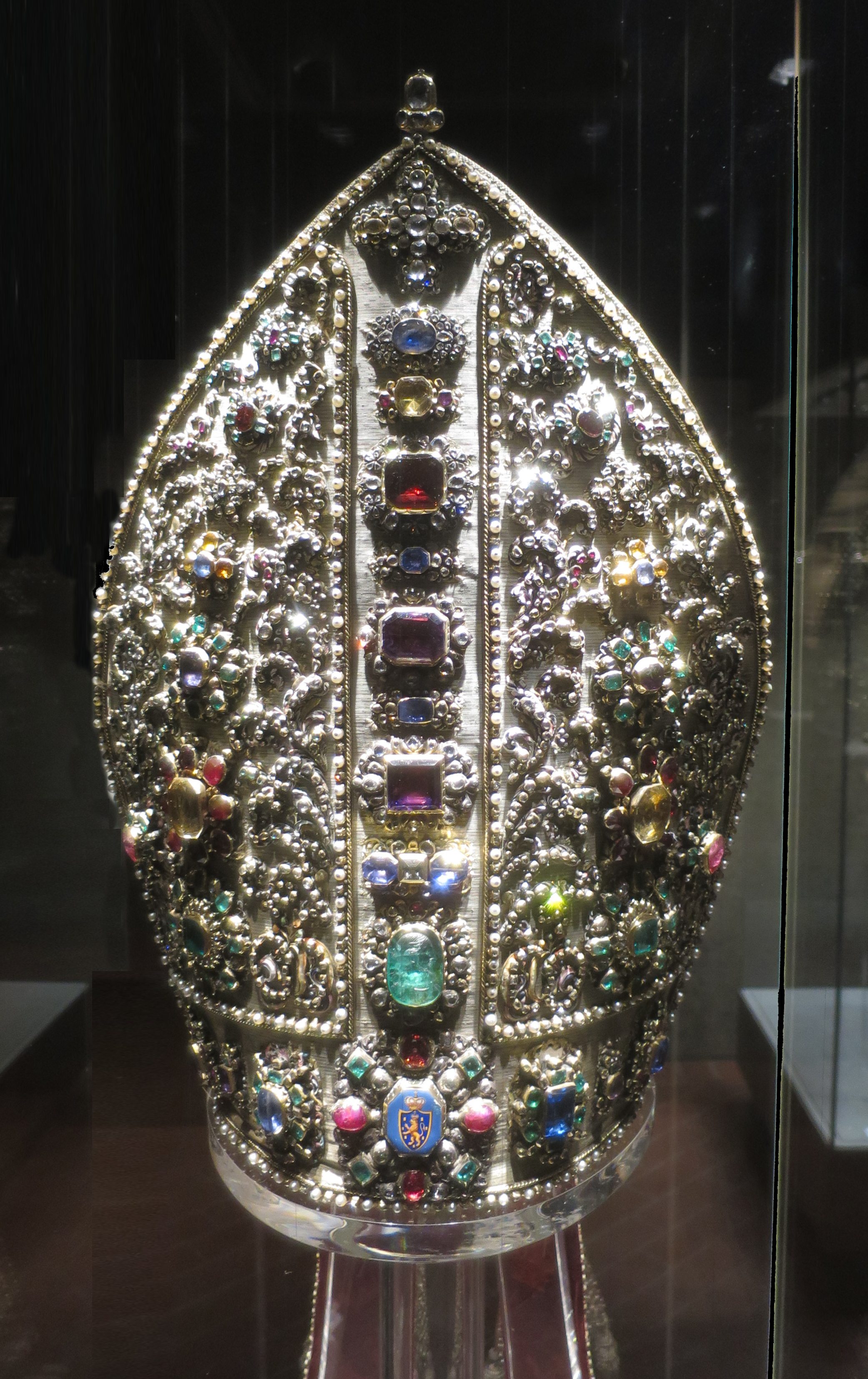
Mitra der Landrentamtspretiosen

Ein weiteres bedeutendes Kunstwerk, das er für Erzbischof Johann Hugo von Orsbeck 1691 vollendete, war die mehr als acht Kilogramm schwere Mitra für die Landrentamtspretiosen, die „Kronjuwelen“ von Kurtrier. Die Mitra befindet sich heute im Diözesanmuseum Limburg.
Weitere namhafte Auftraggeber Peter Boys waren der Mainzer Kurfürst Lothar Franz von Schönborn, Graf Friedrich Adolf zur Lippe in Detmold und Kurfürst Johann Wilhelm von der Pfalz-Neuburg in Düsseldorf. Letzterer bestellte Boy 1712 zu seinem Galerieinspektor und Kabinettmaler, so dass Boy nach Düsseldorf zog, wo er auch nach Verlegung des Hofes nach Mannheim blieb und seinen Lebensabend verbrachte. Er wurde in der lutherischen Berger Kirche in Düsseldorf bestattet. Das Grabmal aus Marmor setzte ihm Kurfürst Karl III. Philipp von der Pfalz.

## Familie
Peter Boy war dreimal verheiratet. Aus der ersten Ehe entstammt der Frankfurter Goldschmied Peter Boy der Jüngere (1681–1742), von dem auch die weiteren Mitglieder der Frankfurter Künstlerfamilie Boy abstammen. Aus der zweiten Ehe stammt der königliche Hofmaler in Hannover Gottfried Boy (1701–1755).